# Honoré Blanc
Honoré Blanc oder auch Honoré Le Blanc (* 1736 in Avignon; † 1801) war ein französischer Büchsenmachermeister, der in der zweiten Hälfte des 18. Jahrhunderts lebte und die Waffenfabrikation durch die Einführung der ersten Serienproduktion für standardisierte Musketenteile revolutionierte.
Honoré Blanc wurde 1763, seit ihrer Gründung, Kontrolleur bei der Königlichen Waffenmanufaktur von Ludwig XV. in Saint-Étienne. Er wurde vom „Inspecteur général de l’artillerie“ Jean Baptiste Vaquette de Gribeauval, ebenfalls ein Erfinder, gefördert. Er wurde in den folgenden Jahren Generalinspekteur der Waffenmanufakturen Charleville-Mézières, Maubeuge und St. Étienne, bei denen er neue Fertigungsmethoden wie Bohrlehren und Blechprägeverfahren einführte. Mit der Einführung dieser Verfahren in der Serienfertigung wurde bereits die Austauschbarkeit von Teilen erreicht.
Etwa um 1785 führte Honoré Blanc die Massenproduktion von Einzelteilen ein, die anschließend zu Musketen zusammengesetzt wurden. Nun konnte man die Bauteile einer Muskete austauschen, ohne die gesamte Funktionsfähigkeit der Waffe zu beeinträchtigen (sogenannter Austauschbau). Die Maße der Teile wurden durch Lehren überprüft.
Ein Besucher von Honoré Blancs Werkstätten, dem Teile von fünfzig Schlössern übergeben wurden, „setzte einige selbst zusammen, indem ich sie wahllos herausgriff, und sie passten hervorragend“.
Durch die Revolutionswirren ab 1789 wurde die Produktion gestört. Thomas Jefferson, der bis Ende 1789 Botschafter der Vereinigten Staaten von Nordamerika in Frankreich war, versuchte Honoré Blanc zur Auswanderung nach Amerika zu bewegen.
Le Blanc versuchte erfolglos seine Waffen an die französische Regierung zu verkaufen. Erst den Amerikanern Eli Whitney und Simon North gelang es sich mit einem ähnlichen Fabrikationsverfahren 1798 um einen Regierungsauftrag zu bewerben, der die Lieferung von 10.000 standardisierten Musketen zum Stückpreis von 13,40 Dollar an die USA beinhaltete. Das Verfahren bezeichneten Whitney und North als Uniformity System und es wurde zwischen 1815 und 1825 in der Springfield Armory im großen Maßstab unter Oberst Roswell Lee umgesetzt.
Durch den Erfolg von Whitney ließ das Interesse an den Verfahren von Honoré Blanc nach. Honoré Blanc verstarb im Jahre 1801. Er hatte zur Zeit seines Todes große finanzielle Schwierigkeiten durch seine Projekte.